# Provincia de Smolyan
La provincia de Smolyan (en búlgaro: Област Смолян) es una provincia u óblast ubicada al sur de Bulgaria. Según el censo de 2021, tiene una población de 95 536 habitantes.
Limita al norte con la provincia de Plovdiv; al este con la de Kardzhali; al sur con Grecia y al oeste con las de Pazardzhik y Blagoevgrad.

## Subdivisiones
La provincia está integrada por diez municipios:
- Banite.
- Borino.
- Chepelare.
- Devin.
- Dospat.
- Madan.
- Nedelino.
- Rudozem.
- Smolyan.
- Zlatograd.